# Skårtorp och Knös
Skårtorp och Knös var 1990 en av SCB avgränsad och namnsatt småort Härryda socken Härryda kommun omfattande bebyggelse i de två orterna. 1995 hade området växt samman med tätorten Härryda och sedan dess existerar ingen bebyggelseenhet med detta namn.